# Operation Daybreak
Operation Daybreak is een Tsjecho-Slowaaks-Amerikaanse film van Lewis Gilbert die werd uitgebracht in 1975. 
De film brengt het relaas van de Operatie Anthropoid. Het scenario is gebaseerd op het werk Seven Men at Daybreak (1966) van RAF-piloot en schrijver Alan Burgess. 

## Verhaal
1941. Drie Tsjecho-Slowaakse soldaten, Jan Kubiš, Karel Čurda en Jozef Gabčík, worden door de Britten getraind om een heel belangrijke missie uit te voeren: Reinhard Heydrich vermoorden, een nazi-kopstuk dat in september 1941 tot Reichsprotektor van Bohemen en Moravië werd benoemd. Heydrich is de rechterhand van Hitler. Hij gaat door voor een heel gevaarlijke nazi die het verzet meedogenloos bestrijdt. Hij wordt dan ook 'de beul van Praag' genoemd.
Nadat de drie strijders werden geparachuteerd op het platteland rond Praag slagen ze erin contact te maken met het plaatselijk verzet. Geleidelijk naderen ze hun doelwit. Na enkele mislukte pogingen slagen ze in hun opzet.

## Rolverdeling
| Acteur          | Personage                         |
| --------------- | --------------------------------- |
| Timothy Bottoms | sergeant Jan Kubiš                |
| Martin Shaw     | sergeant Karel Čurda              |
| Joss Ackland    | Janák                             |
| Nicola Pagett   | Anna Malinová                     |
| Anthony Andrews | sergeant Jozef Gabčík             |
| Anton Diffring  | Reichsprotektor Reinhard Heydrich |
| Carl Duering    | Karl Hermann Frank                |
| Cyril Shaps     | priester Petrek                   |
| Diana Coupland  | tante Marie Moravcová             |
| George Sewell   | hoofdonderzoeker Heinz Panwitz    |